# Diplomatic Henry
Diplomatic Henry è un cortometraggio muto del 1915 diretto e interpretato da Sidney Drew. A lungo ritenuto un film perduto, venne ritrovato nel 2017 in una collezione privata e quindi restaurato nella University of Southern California.

## Trama
Henry Newlywed, convinto delle sue capacità diplomatiche, riceve notizia da sua zia Becky del suo imminente ritorno dall'Europa oltre a consigli su come dovrebbe essere sua moglie. Le risponde, diplomaticamente, che sua moglie ha certamente dei difetti e che nessuno sa cucire come sua zia. La moglie intercetta la lettera e, arrabbiata col marito, aggiunge una postilla nella quale afferma di essere una ottima padrona di casa e poi rimette la lettera nella tasca del cappotto del marito. La zia quindi gli fa visita e la signora Newlywed le spiega l'incidente del biglietto; le due donne in combutta tra loro mettono Henry in una situazione ridicola che gli insegna una lezione di diplomazia. Becky quindi riparte lasciando gli sposi alla loro riconciliazione.

## Produzione
Il film fu prodotto dalla Vitagraph Company of America.

## Distribuzione
Distribuito dalla General Film Company, il film - un cortometraggio in una bobina - uscì nelle sale cinematografiche statunitensi il 19 novembre 1915. Ne venne fatta una riedizione che fu distribuita il 12 agosto 1918.